# HMS Polaris (T103)
HMS Polaris (T103) var en svensk torpedbåt av Plejad-klass som sjösattes år 1954.  Namnet Polaris är det latinska namnet på  Polstjärnan. Hon utrangerades 1977 och såldes samma år och fick behålla sitt namn hos de nya ägarna. Hon genomgick därefter en totalrenovering och riggades i samband med renoveringen till en stagsegelskonare med tre master. 
Hon seglade charter i Medelhavet mellan 1986 och 1992. Är klassad för oceanfart med 12 passagerare. 1992 till 2001 seglade hon charter i Östersjön med Stockholm som bas. 2001 blev Singapore hemma hamn för charter seglingarna. Fartyget ägs idag[när?] av Asia Superyatchs i Singapore.